# Anna Paleologina (córka Michała IX)
Anna Paleologina (gr.) Ἅννα Παλαιολογίνα (zm. 1320) – córka cesarza bizantyńskiego Michała IX Paleologa i Rity Armeńskiej, żona Tomasza Angelosa i Mikołaja Orsini, władców Epiru.

## Życiorys
W 1307 została żoną Tomasza Angelosa, władcy Despotatu Epiru w latach 1296-1318. Małżeństwo zaaranżowała matka Tomasza Anna Paleologina Kantakuzena. Mariaż doprowadził do zerwania Epiru z Neapolem i do zbliżenia z Bizancjum. Tomasz Dukas został zamordowany w 1318 roku przez swego siostrzeńca, hrabiego Kefalenii, Mikołaja Orsiniego, który następnie poślubił Annę i objął władzę w Epirze. Dla uspokojenia nastrojów przyjął również wyznanie prawosławne. Anna Paleologina zmarła w 1320. 